# 普里柳托韋
49°54′38″N 37°26′49″E / 49.91056°N 37.44694°E
普里柳托韋（烏克蘭語：Прилютове）是位於烏克蘭東部的村莊，由哈爾科夫州庫皮揚斯克區的金德拉希夫卡市鎮負責管轄。該村始建於1879年，面積0.33平方公里，海拔高度144米，2001年人口38，人口密度每平方公里115.9人。